# Private Idaho
Private Idaho è un singolo del gruppo musicale statunitense The B-52's, pubblicato nel 1980 ed estratto dall'album Wild Planet.

## Tracce
7"
1. Private Idaho
2. Party Out of Bounds

## Riferimenti e inserimenti in altri media
- Il titolo del brano ha probabilmente ispirato il regista Gus Van Sant per il titolo del suo film Belli e dannati (1991), in lingua originale My Own Private Idaho.
- Il brano è presente nella colonna sonora del film Prima o poi me lo sposo (1998).